# Georg Innerebner
Georg Innerebner (* 13. Februar 1893 in Bozen; † 25. Mai 1974 ebenda) war ein Südtiroler technischer Ingenieur, Heimatforscher und Prähistoriker.

## Leben und Wirken
Innerebner erwarb in München das Diplom eines Elektroingenieurs, diente im Ersten Weltkrieg als Offizier des österreichisch-ungarischen Heeres und wirkte anschließend am Bau verschiedener Bergbahnen in Südtirol mit. In der Folge wandte er sich als selbständiger Unternehmer gänzlich dem Baufach zu.
Daneben trat Innerebner, dessen weitgespannte Interessen auch die Wissensbereiche von Mathematik, Physik, Astronomie und Naturgeschichte umfassten, als Erforscher ur- und frühgeschichtlicher Siedlungsreste im Raum Südtirol hervor. Zahlreiche Einzelveröffentlichungen, insbesondere in der landeskundlichen Zeitschrift Der Schlern, deren Kulturrunde er angehörte, dokumentieren seine Kundfahrten und Sondierungen.
In der Zeit der Südtiroler Option wirkte Innerebner ab 1940 als Mitarbeiter des SS-Ahnenerbes für die Südtiroler Arbeitsgruppe Geschichte und Geographie und lieferte hierzu mythologisierende Interpretationen, die er an vor- und frühgeschichtlichen „Wallburgen“ und siedlungsgeschichtlich orientierenden „Sonnenmittelpunkten“ festmachen wollte. Auch veröffentlichte er gelegentlich entsprechende Beiträge im nationalsozialistischen Bozner Tagblatt.
Innerebner war Ehrenmitglied der Universität Innsbruck (1952), Korrespondierendes Mitglied des Deutschen Archäologischen Instituts (1964), Ehrenmitglied des Landesverbandes für Heimatpflege in Südtirol, des Südtiroler Künstlerbundes sowie Mitglied der KDStV Moenania im CV.
Von 1962 bis 1970 war Innerebner Vorstandsmitglied der Brennerautobahn A22.

## Veröffentlichungen (Auswahl)
- Sonnenlauf und Zeitbestimmung im Leben der Urzeitvölker (= Germanien 2). Ahnenerbe-Stiftung Verlag, Berlin-Dahlem 1942 (online (archive.org)).
- Ahnentafeln. In: Bozner Tagblatt, 6. Mai 1944, S. 6 (Digitalisat).
- Über den Fundort des Hauensteinerschwertes. In: Der Schlern 25, 1951, S. 330–334 (Digitalisat).
- Die Innerebner. Ein altes Sarnergeschlecht (= Schlern-Schriften 76). Universitätsverlag Wagner, Innsbruck 1952.
- Zeitmarken im Alpenraum. In: Sterne und Weltraum, Mannheim 1971, S. 323–326.
- Die Wallburgen Südtirols. Zum Druck vorbereitet von Reimo Lunz. 3 Bände. Verlagsanstalt Athesia, Bozen 1975–1976.[5]